# P-90

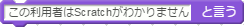

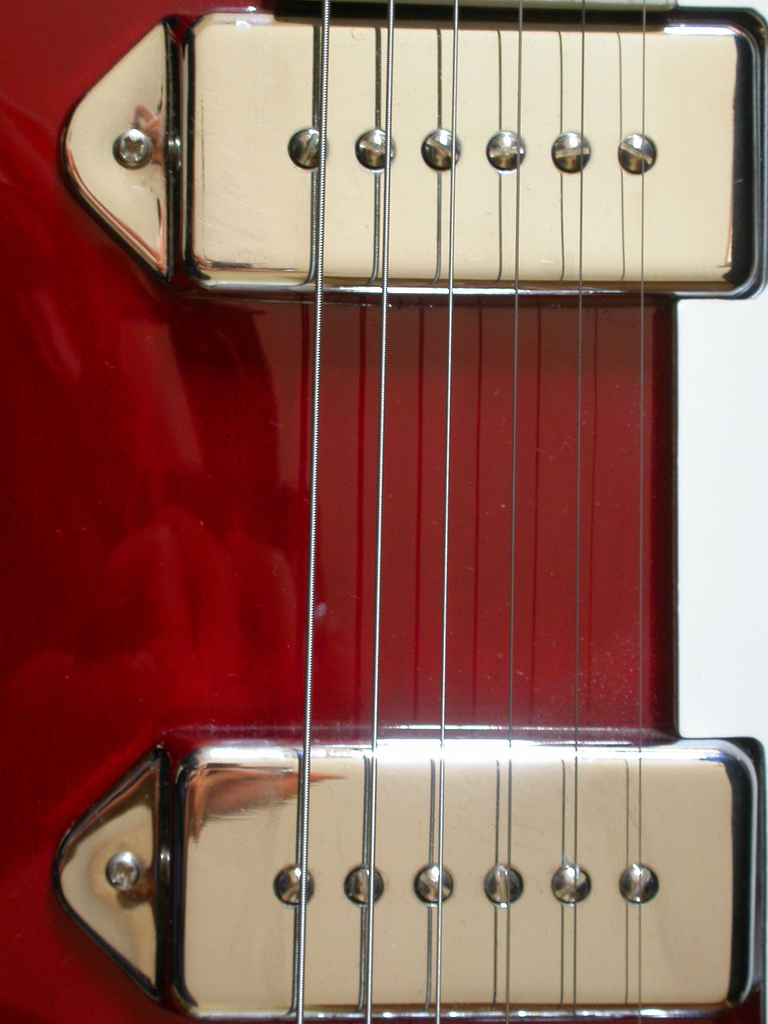
Dos pastillas P-90

La P-90 es una pastilla single coil para guitarra eléctrica fabricada por Gibson desde 1946. Gibson todavía produce pastillas P-90, y otras compañías fabrican versiones de ésta.

## Historia
Las pastillas P-90 se dieron a conocer en 1946, cuando Gibson reanudó la producción de guitarras tras la Segunda Guerra Mundial. En un principio se usaron como un reemplazo para las pastillas "bar" o "blade" (también conocida por muchos como las "Charlie Christian") en modelos como la Gibson ES-150, y hacia finales de la década de los 40 eran las pastillas estándar para todos los modelos.
Sin embargo, las P-90 fueron las reinas de Gibson por poco tiempo, ya que un nuevo modelo de pastilla fue presentado en 1957, la humbucker. Equipadas con doble bobinado, las nuevas pastillas presumían de mayor salida y menos "hum", aunque menos brillo y respuesta. Estas nuevas pastillas, a menudo llamadas PAF, fueron pronto adoptadas como la elección preferida para los modelos Gibson, relegándolas a modelos económicos como la ES-330 y la línea económica de Les Paul: Les Paul Junior y Special, y la SG Junior y Special, como las usadas por Pete Townshend y Carlos Santana. Esta tendencia continuó durante los 60 y particularmente a principios de los 70, donde las P-90 prácticamente desaparecieron de la gama Gibson. Durante los 70, pastillas mini-humbucking, single-coil más pequeñas, y las humbuckers descubiertas comenzaron a reemplazar a las P-90 en modelos más económicos de Gibson.
En 1968, sin embargo, Gibson reeditó la Les Paul original, con tapa dorada y pastillas P-90. En 1972, se produjeron reediciones en edición limitada - la "58 Reissue" - basadas en la Les Paul '54 Goldtop, con cordal "stopbar"; y la Custom '54, denominada Black Beauty, equipada con una P-90 en el puente u una Alnico 5 en el mástil. La producción total de estas guitarras fue muy baja.  En 1974, Gibson puso P-90 en sus Les Paul '55, una reedición de la Les Paul Special de aquella época. Fue seguida en 1976 de la Les Paul Special con Double-cutaway y en 1978 por la Les Paul Pro (que tenía diapasón de ébano con inlays con forma de trapezoide). Desde los 70 las pastillas P-90 obtuvieron cierto éxito entre varios modelos de Gibson, en su mayoría a través de reediciones y versiones custom de modelos existentes. Actualmente son montadas en mayor medida en las Les Paul Faded Doublecut, y ciertos modelos de gama "Históric".
A principios de los 70s, guitarristas de música Punk como Johnny Thunders de los The New York Dolls comenzaron a usar las Les Paul Juniors y Les Paul Specials equipadas con P-90 debido su afilado sonido saturado y a su precio. En los The Dolls y The Heartbreakers, Thunders tuvo gran influencia sobre jóvenes guitarristas punk que adoptaron su aspecto y eligieron sus guitarras. Mick Jones de The Clash y Steve Jones de The Sex Pistols usaron la Les Paul Juniors, y la Junior de doble cutaway se convirtió en la primera elección para los guitarristas de punk. 
Para el modelo 2014, la nueva versión de la Les Paul Melody Maker presenta una variante de la P-90 llamada "P-90S." Esta variante, inspirada en la pastilla Gibson ES-125, monta seis imanes de Alnico (similar a las single-coil de Fender), sin ajuste de altura para cada imán.

## Tipos
Las P-90 se presentan, principalmente, con tres tipos de cubierta:

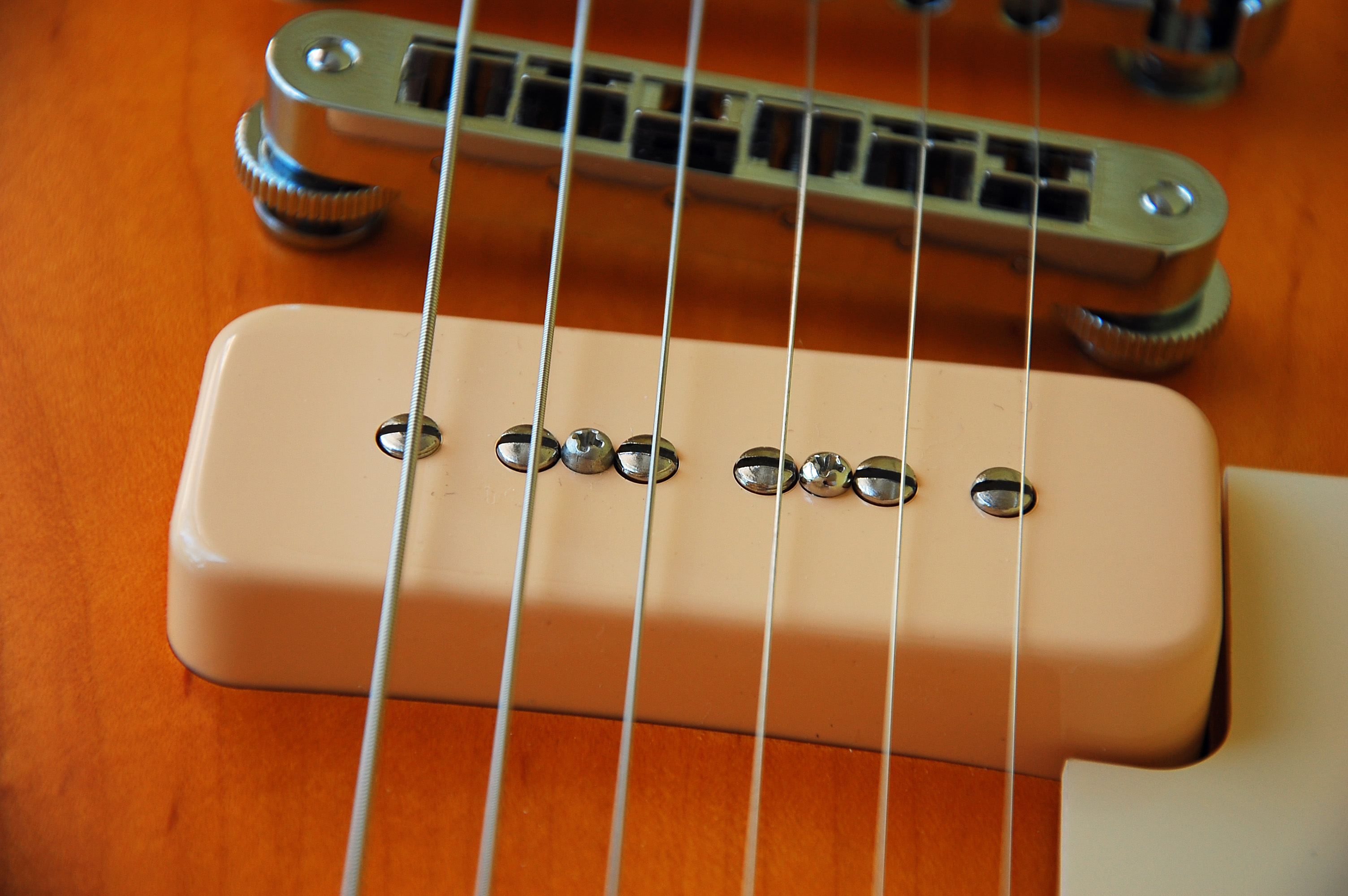
Gibson P-90 soap bar

- Soap bar (pastilla de jabón, en español) tiene forma rectangular, montando los tornillos a través de la bobina, uno entre el segundo y tercer imán y otro entre el cuarto y quinto, creando un patrón irregular y poco común. El apodo "soap bar" probablemente tenga que ver con su forma rectangular y por el hecho de que, en las Les Paul originales de 1952, eran blancas.

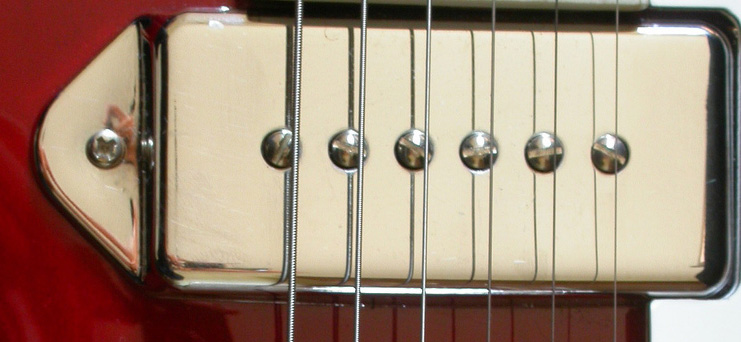
P-90 dog ear

- Dog ear (oreja de perro, en español) es un tipo de cobertura con extensiones a ambos lados de la pastilla que en cierto modo parece una oreja de perro. Son extensiones de la carcasa donde se colocan los tornillos. Las P-90 "dog ear" se solían montar en guitarras Gibson de cuerpo hueco, como la ES-330 y en ocasiones en modelos de cuerpo sólido como la Les Paul Junior. También se encontraban en modelos de Epiphone (dado que Gibson había sido fabricante de Epiphone en los 50s) y es bien conocido su diseño por montarse en las Epiphone Casino de mediados a finales de los 60s. Los tres guitarristas de The Beatles compraron una, y recientemente [¿cuándo?], Paul McCartney dijo , "Si tuviera que elegir una guitarra eléctrica, sería esta."

- Humbucker Casing Gibson diseñó las pastillas P-90 de un solo tipo, más ancha que una single-coil de Fender pero más estrecha que una humbucker, y más larga que ambas. Si alguien quería instalar una P-90 en una guitarra enrutada para pastillas humbucker pickups (una Les Paul Standard por ejemplo), el hueco de la pastilla debía modificarse.  Esto podía accarrear problemas de estética, debido a las huecos que quedarían entre el cuerpo de la guitarra y los componentes, o incluso problemas estructurales.

## Sonido
Con un diseño tipo single-coil, el tono de una P-90 es de algún modo más brillante y transparente que una humbucker, aunque no tan nítido como las single-coil de Fender. El tono comparte algo del "twang" de las single-coil, pero con muchos medios. Ejemplos de guitarras populares que han montado o tienen opción de montar las P-90 son la Gibson SG, Gibson Les Paul, la serie Ernie Ball Axis y la Epiphone Casino. Las pastillas de la Fender Jazzmaster en ocasiones son confundidas con las P-90, aunque la única similitud es estética, dado que tienen diferencias eléctricas y métricas significativas.
Todas las pastillas P-90 de Gibson, (clásicas o de cualquier otro tipo) fueron cableadas con bobinadores Lesona, aunque sus especificaciones eléctricas pueden variar ligeramente debido a errores del operario. Al igual que con otras pastillas modernas, existen dos versiones modernas de la P-90: puente y mástil. Su resistencia eléctrica tiende a estar entre los 7-8 kΩ para las pastillas del mástil y 8-9 kΩ para las del puente. Las primeras P-90 anteriores a 1974 fueron fabricadas iguales tanto para el puente como para el mástil y eran intercambiables. Después del bobinado, eran colocadas en un soporte para 20 pastillas y se ensamblaban en formato "soap-bar" o "ear-dog" dependiendo del modelo de guitarra en el que si iban a montar. Las P-90 fabricadas en torno a 1952 llevaban imanes Alnico 3, pero en 1957 Gibson los cambió por Alnico 5.

## Cancelación del zumbido y versiones tipo humbucker

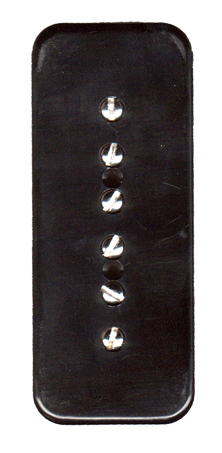
P-90 Soapbar-3, fabricada por Seymour Duncan

Un aspecto negativo de las pastillas P-90 es su susceptibilidad a producir zumbidos (hum) a 50 Hz / 60 Hz inducidos por campos electromagnéticos externos originados por electrodomésticos, motores, lámparas fluorescentes, transformadores de corriente, etc. Esta susceptibilidad es común a todas las pastillas single-coil, pero las P-90, con alrededor de 2.000 vueltas más de cable de cobre en sus bobinas que las pastillas Fender, produce más zumbido que estas últimas. Varios fabricantes producen pastillas semejantes a las P-90 que cancelan este zumbido pero no tienen el mismo sonido que las originales.
Existen tres tipos de pastillas similares a las P-90 que cancelan el zumbido: 
•	Stacks de primera generación (bobinas apiladas verticalmente) como las Duncan y las Gibson P-100 y H-90.
•	Sidewinders (con las bobinas a ambos lados de los imanes) como las Lace o Fralin
•	Nueva generación de humbuckers verticales como las Kinman P-90 Hx (Patented).
La primera generación de Stacks tienen una segunda bobina situada debajo de la principal. El zumbido se cancela conectando ambas bobinas fuera de fase, pero como ocurre con todas las pastillas de bobinas apiladas hay un alto grado de acoplamiento magnético entre ambas bobinas y la señal de la cuerda se cancela junto con el zumbido. Los fabricantes dan más vueltas al cobre de las bobinas para recuperar la pérdida de salida pero provoca problemas de exceso de capacitancia que priva al sonido de dinámica, presencia y sensibilidad al toque. Este defecto de diseño provocó que estas pastillas adquiriesen mala reputación entre los músicos.
La Sidewinder es básicamente una pastilla Stack reorganizada, con la apariencia de una P-90 y con los mismos problemas de sonido que las Stacks.
La nueva generación Zero-Hum P-90 Hx de Kinman tiene un auténtico sonido y apariencia P-90 pero son técnicamente más complejas, con 202 piezas que la conforman. El acoplamiento magnético entre las bobinas es anulado por campos magnéticos de alta eficiencia que rodean la bobina superior.  La bobina inferior usa un hilo mucho más fino y tiene muchas menos vueltas en una única bobina de acero laminado que proporciona ultra alta eficiencia, cancelando de este modo el zumbido. Kinman promocionaron sus P-90 Hx anunciando que incorporaban un sensor de zumbido de 600 ohmios lo que es notable considerando que la gran cantidad de zumbido que las P-90 producen.
Existe un cuarto tipo de pastilla con la cobertura P-90, una mini-humbucker más grande que no tienen la intención de imitar el sonido de la P-90. El funcionamiento es el mismo que en las humbuckers comunes: ambas bobinas captan la vibración de la cuerda y, al tener las bobinas opuestas pero con la dirección de los imanes produciendo polaridades opuestas, la señal de ambas se suman, cancelando el zumbido. Consecuentemente estas pastillas suenan más parecido a una humbucker que a una P-90.
Hacia 1970 Gibson reemplazó las P-90 en varios modelos con minihumbuckers side-by-side conocidas ahora simplemente como mini-humbuckers. Esta pastilla fue utilizada originalmente en modelos Epiphone como la Sheraton y con monturas intercambiables se podían usar las P-90. Como respuesta al resurgimiento de la popularidad de las P-90, Gibson creó las P-100, una versión con bobinas apiladas. Gibson creó también una versión libre de ruidos llamada H-90, que se pueden encontrar en el modelo Billie Joe Armstrong Signature Guitar (Les Paul Junior). Las H-90 tienen dos bobinas apiladas y Gibson asegura que no pierde las características de la P-90, aunque muchos guitarristas dicen notar diferencias y por ello no se han usado en otras guitarras.